# Première Nation de Long Point
La Première Nation de Long Point, dont le nom officiel est Long Point First Nation, est une Première Nation algonquine au Québec au Canada. La bande est basée à l'ébtalissement de Winneway en Abitibi-Témiscamingue. En 2016, elle a une population inscrite de 866 membres. Elle est dirigée par un conseil de bande et est affiliée au conseil tribal de la Nation algonquine Anishinabeg.

## Démographie
Les membres de la Première Nation de Long Point sont des Algonquins. En novembre 2016, la bande avait une population inscrite totale de 866 membres dont 386 vivaient hors réserve. Selon le recensement de 2011 de Statistique Canada, l'âge médian de la population est de 24,3 ans.

## Géographie
La Première Nation de Long Point est basée sur l'établissement indien de Winneway en Abitibi-Témiscamingue au Québec. Celui-ci couvre une superficie de 38,4 hectares. Le centre de services situé le plus près est Ville-Marie et la ville importante la plus proche est Rouyn-Noranda.

## Langues
Selon le recensement de 2011 de Statistique Canada, sur une population totale de 315 personnes, 23,8 % de la population connaissent une langue autochtone. Plus précisément, 15,9 % ont une langue autochtone encore parlée et comprise en tant que langue maternelle et 17,5 % parlent une langue autochtone à la maison. En ce qui a trait aux langues officielles, le tiers de la population connait les deux et le reste connait seulement l'anglais.

## Gouvernement

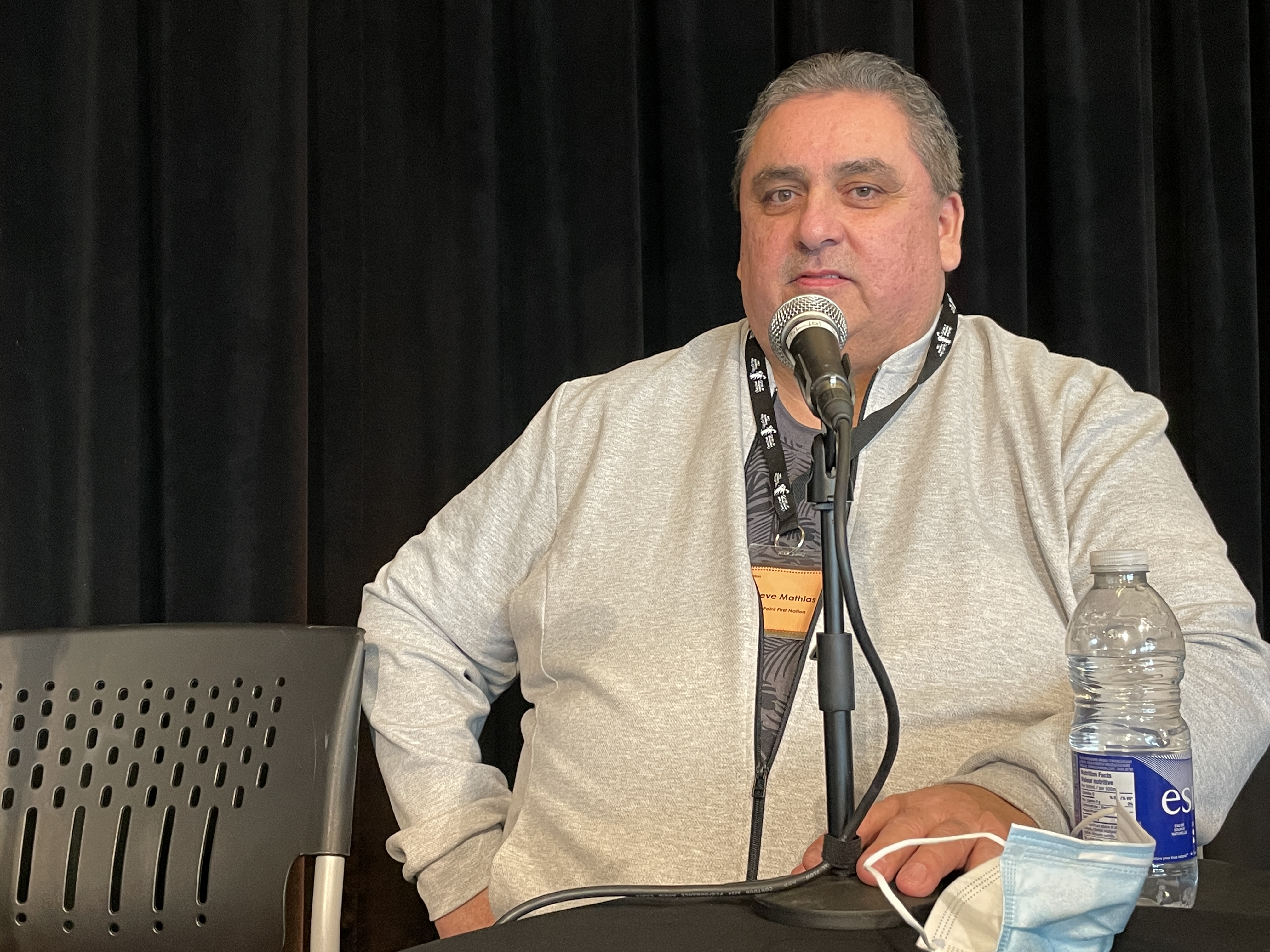
Le chef Steeve Mathias en mars 2022.

La Première Nation de Long Point est gouvernée par un conseil de bande élu selon un système électoral selon la coutume basé sur la section 11 de la Loi sur les indiens. En 2019, ce conseil est composé du chef Steeve Mathias et de cinq conseillers.